# Winfred (Dakota del Sur)
Winfred es un lugar designado por el censo ubicado en el condado de Lake en el estado estadounidense de Dakota del Sur. En el Censo de 2010 tenía una población de 52 habitantes y una densidad poblacional de 19,45 personas por km².

## Geografía
Winfred se encuentra ubicado en las coordenadas 43°59′56″N 97°21′42″O / 43.99889, -97.36167. Según la Oficina del Censo de los Estados Unidos, Winfred tiene una superficie total de 2.67 km², de la cual 2.57 km² corresponden a tierra firme y (3.68%) 0.1 km² es agua.

## Demografía
Según el censo de 2010, había 52 personas residiendo en Winfred. La densidad de población era de 19,45 hab./km². De los 52 habitantes, Winfred estaba compuesto por el 98.08% blancos, el 0% eran afroamericanos, el 0% eran amerindios, el 0% eran asiáticos, el 0% eran isleños del Pacífico, el 1.92% eran de otras razas y el 0% pertenecían a dos o más razas. Del total de la población el 1.92% eran hispanos o latinos de cualquier raza.